# Iris pumila
Iris pumila, también conocido como iris pigmeo o iris enano, probablemente se originó como un híbrido natural entre iris pseudopumila Boissier & Heldreich e iris atica Tineo. Va desde Austria a través de Europa oriental y los Balcanes, hasta la estepa euroasiática, es decir, Ucrania, el sur de Rusia, el sur de Siberia y el norte de Kazajistán, incluidos el Cáucaso y Turquía.
Iris pumila se distingue por una sola flor a unos 10-20 cm por encima del nivel de la tierra en un cuerpo alargado en forma de tubo del perianto, con el ovario casi descansando en el rizoma del tallo. La flor está protegida por dos espatas, ambas redondas en sección transversal. El color de las flores es variable: el amarillo y el púrpura o violeta son los más comunes, pero también las hay azules, colores crema o blanco. A veces encontramos colores mezclados, aunque las caracteriza una mancha oscura en la parte inferior.
Desde mediados del siglo XX, el iris pumila se cultiva abundantemente en jardinería, dando lugar a una gran variedad de modernos lirios enanos.
Otro pumila híbrido es el Iris coerulea, llamado así por Édouard Spach en la Hist. Veg. Phan. xiii. 50, de 1846.